# Józef Kiedos
Józef Kiedos (ur. 16 grudnia 1943 w Watenstedt, zm. 30 kwietnia 2021 w Bielsku-Białej) – polski duchowny rzymskokatolicki, doktor habilitowany historii Kościoła, profesor, były prefekt i wicerektor seminarium w Katowicach.

## Życiorys
Ks. Józef Kiedos urodził się 16 grudnia 1943 w Watenstedt w Niemczech, skąd w 1945 przyjechał do Chorzowa. Po ukończeniu szkoły podstawowej w 1957 wstąpił do Niższego Seminarium Duchownego. W 1961, po zdaniu matury, rozpoczął studia w Wyższym Seminarium Duchownym w Krakowie. Święcenia kapłańskie przyjął w 1967 w katedrze Chrystusa Króla w Katowicach.
W 1978 uzyskał tytuł magistra na wydziale teologicznym Katolickiego Uniwersytetu Lubelskiego Jana Pawła II, a trzy lata później doktora historii Kościoła. Habilitował się w 1997 na Papieskim Fakultecie Teologicznym we Wrocławiu.
Od 1980 wykładał historię Kościoła powszechnego i historię Kościoła w Polsce w seminarium katowickim, a dwa lata później został jego wicerektorem. W 1984 wyjechał na stypendium naukowe do Niemiec. W 2008 uzyskał tytuł profesora, na podstawie książki o działalności jezuitów od czasów reformy kościelnej do 1992. Jego dorobek naukowy to ponad 100 pozycji książkowych i artykułów naukowych. Jest autorem „Słownika biograficznego zmarłych kapłanów diecezji bielsko-żywieckiej” wydanego w 2012, który jest pierwszym tego typu opracowaniem wśród polskich diecezji powstałych w roku 1992.
Zmarł 30 kwietnia 2021 w Szpitalu Wojewódzkim w Bielsku-Białej, został pochowany na cmentarzu w Jaworzu.